# 県立広島病院

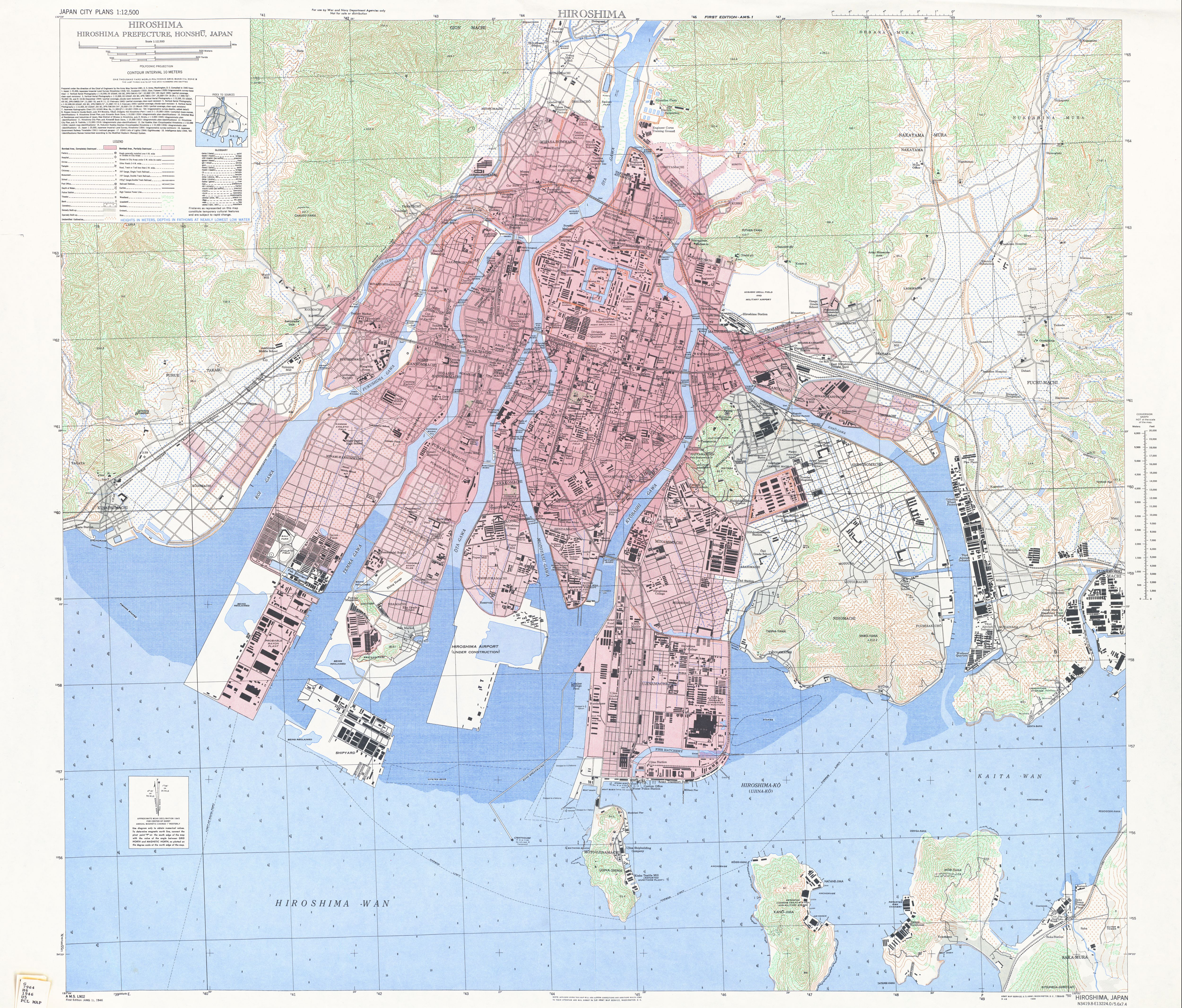
1945年の米軍作成の広島地図 / 当時"KAKOMACHI"（水主町）に所在していた"Prefectural Hospital"（県病院）の位置が確認できる。

県立広島病院（けんりつひろしまびょういん）は、広島市南区にある医療機関。地方独立行政法人広島県立病院機構が運営。かつては広島県が運営する県立病院である。広島市周辺の人からは、一般には県病院の略称で呼ばれる（最寄り電停の名称も「県病院前」である）。災害時においては広島県の基幹災害医療センターとして全県の中心となるほか、中国四国ブロック9県のエイズ拠点病院の一つでもある。がん診療連携拠点病院、エイズ治療拠点病院、総合周産期母子医療センターなどに指定されている。
年報として『広島県立病院医誌』（1978年までは『広島県立病院年報』）を発行している。
「広島県立広島病院」と呼ばれることがあるが、これは誤りである（広島県病院事業の設置等に関する条例別表を参照）。

## 沿革

### 前史：被爆以前の県立病院
1877年5月25日、県立広島医学校の附属病院として公立広島病院として同校内に開院、その後1887年に医学校は廃止されたが公立病院は存続し、広島県立広島病院と改称した。開設当初から原爆被災までは、広島市水主町（現在の広島市中区加古町）に所在し、県庁（当時）と本川に挟まれた場所（戦後広島市中央卸売市場を経て、現在は広島市文化交流会館（旧称・広島厚生年金会館）が所在）に立地、当時は広島藩以来の古い庭園である与楽園が病院の中庭となっていた。

### 被爆による壊滅から新「県病院」の設立へ
1945年4月、県立医学専門学校が設立されたため県病院は同校の附属医院（附属病院）となったが、8月の原爆投下で爆心地より至近距離にあった病院は全焼・全壊し壊滅、機能停止に陥った（これにより県病院と県立医専との関係も消滅した）。その後、1947年に解散した日本医療団が運営していた広島中央病院の施設を引き継ぐ形で、1948年4月1日、現在地の宇品において再発足した。再発足時の診療科は内科・外科・小児科・産婦人科・皮ふひ尿器科・眼科・歯科・放射線科の8科、病床数は111床であった。

### 設立後の拡充から現在まで
設立後の1958年12月25日から1961年3月12日にかけて病院の全面改築を行ない、1991年に再び整備工事に着手し、救急医療や放射線医療の充実を目指した。また1973年10月31日まで結核病床を設置し、さらに1972年4月1日に精神病床を50床増設するなど病床の拡充も進んだ。1996年に中央棟改築等の整備が完成、病床が755床（のち2004年に765床）まで増床した。現在、広島県病院事業の設置等に関する条例における病床数は700床となっている（救急医療Net Hiroshimaによると、2009年3月31日現在721床）。2009年4月より地方公営企業法全部適用。

### 統合について
2023年、湯崎英彦広島県知事は、県病院およびJR広島病院・中電病院の3病院を統合して建設する新病院の基本計画を発表した。2025年4月1日に地方独立行政法人広島県立病院機構として設立した。

## 認定施設の状況
- 臨床研修指定病院
- 臨床修練指定病院
- 救命救急センター
- 基幹災害医療センター
- エイズ治療拠点病院（中国四国ブロックエイズ拠点病院、広島県エイズ治療中核拠点病院）
- 総合周産期母子医療センター
- 臓器提供施設
- 日本医療機能評価機構認定施設
- がん診療連携拠点病院

## 診療科・部門

### 診療センター
- 救命救急センター
- 成育医療センター
- 総合周産期母子医療センター
- 腎臓総合医療センター
- 地域連携センター
- 地域医療支援センター
- 緩和ケア支援センター

### 診療科
- 総合診療科
- 循環器内科
- 消化器内科
- 内視鏡内科
- 呼吸器内科・リウマチ科
- 糖尿病・内分泌内科
- 腎臓内科
- 神経内科
- 精神神経科
- 消化器・乳腺・移植外科
- 心臓血管・呼吸器外科
- 整形外科
- 脳神経外科
- 皮膚科
- 泌尿器科
- 眼科
- 耳鼻咽喉科・頭頚部外科
- リハビリテーション科
- 放射線診断科・放射線治療科
- 歯科・口腔外科
- 麻酔科
- 手術部
- 救急科
- 小児科
- 新生児科
- 小児外科
- 産科
- 婦人科
- 緩和ケア科
- 臨床研究検査科
- 薬剤科
- 小児感覚器科
- 臨床腫瘍科
- 小児腎臓科
- 生殖医療科

## 交通アクセス
- 広島電鉄宇品線（5号線・1号線・7号線） 県病院前電停下車、徒歩3分[6]
  - 5号線：広島駅・比治山下方面 - 県病院前電停 - 広島港方面
  - 1号線：八丁堀・紙屋町東・日赤病院前方面 - 県病院前電停 - 広島港方面
  - 7号線：横川駅・紙屋町西・日赤病院前方面 - 県病院前電停 - 広島港方面
- 県病院前バス停下車、徒歩1分
  - 301号線,302号線 まちのわループ（広電バス・広島バス・広島交通）：（301左回り→）広島駅新幹線口・八丁堀・日赤病院前方面 - 県病院前バス停 - 大学病院前・広島駅方面（←右回り302）
  - 342号線→341号線：広島駅・大学病院前方面 → 県病院前バス停 → 大学病院入口・広島駅方面
  - 12号線（広電バス）：牛田・八丁堀方面 - 県病院前バス停 - 仁保沖町方面